# Festival musique du bout du monde
 (mars 2019).
Le Festival Musique du Bout du Monde (FMBM) est un festival annuel se déroulant à Gaspé au début du mois d'août.
Cet événement a comme but premier de faire découvrir la musique du monde, de valoriser la scène culturelle gaspésienne et de développer le potentiel culturel de la ville de Gaspé.

## Histoire
L'organisme Musique du Bout du Monde est né d’une initiative de jeunes de la Gaspésie et d’ailleurs au Québec qui ont formé, en 2003, un comité en vue de mettre sur pied un festival de musique du monde dans la ville de Gaspé. Sa mission est d'organiser des événements de qualité, dans le but de célébrer les différences culturelles via la musique et autres médiums artistiques.
En mars 2006, après deux éditions festivalières, Musique du Bout du Monde devient un organisme à but non lucratif, parrainé par Les Artistes de Gaspé et la Chambre de commerce. Celui-ci organise un festival de musiques du monde en période estivale ainsi qu’un ensemble d’activités de diffusion, d’animation et d’exploration tout au long de l’année.

## Les particularités du festival
Ce festival offre bien plus que de simples spectacles musicaux traditionnels. Il vise à « diversifier la scène musicale régionale en proposant une variété d'activités qui célèbrent les diverses cultures, tant par la musique que par d'autres médiums. » 
Chaque année depuis 2004, Gaspé accueille le Festival Musique du Bout du Monde. L'édition 2024, qui marquait son vingtième anniversaire, s'est tenue du 8 au 11 août. Des dizaines d'artistes, tant québécois qu'internationaux, ont participé à cette édition, parmi lesquels Damien Robitaille et ses invités, MLou, Orquesta Psicotrópika, Alex Paquette, Stompin' Trees, La Niña Kiwi, DJ Karaba, Landy Garcia, Princesses, Marco Calliari, Kizaba et WorldWild Soundsystem. Cette année, le festival a accueilli plus de 35 000 festivaliers, établissant un nouveau record de fréquentation.
Contrairement à de nombreux festivals, celui-ci ne se concentre pas sur un seul site. Il se déroule plutôt sur plusieurs lieux emblématiques de Gaspé et de ses environs, offrant ainsi une expérience plus diversifiée et immersive.

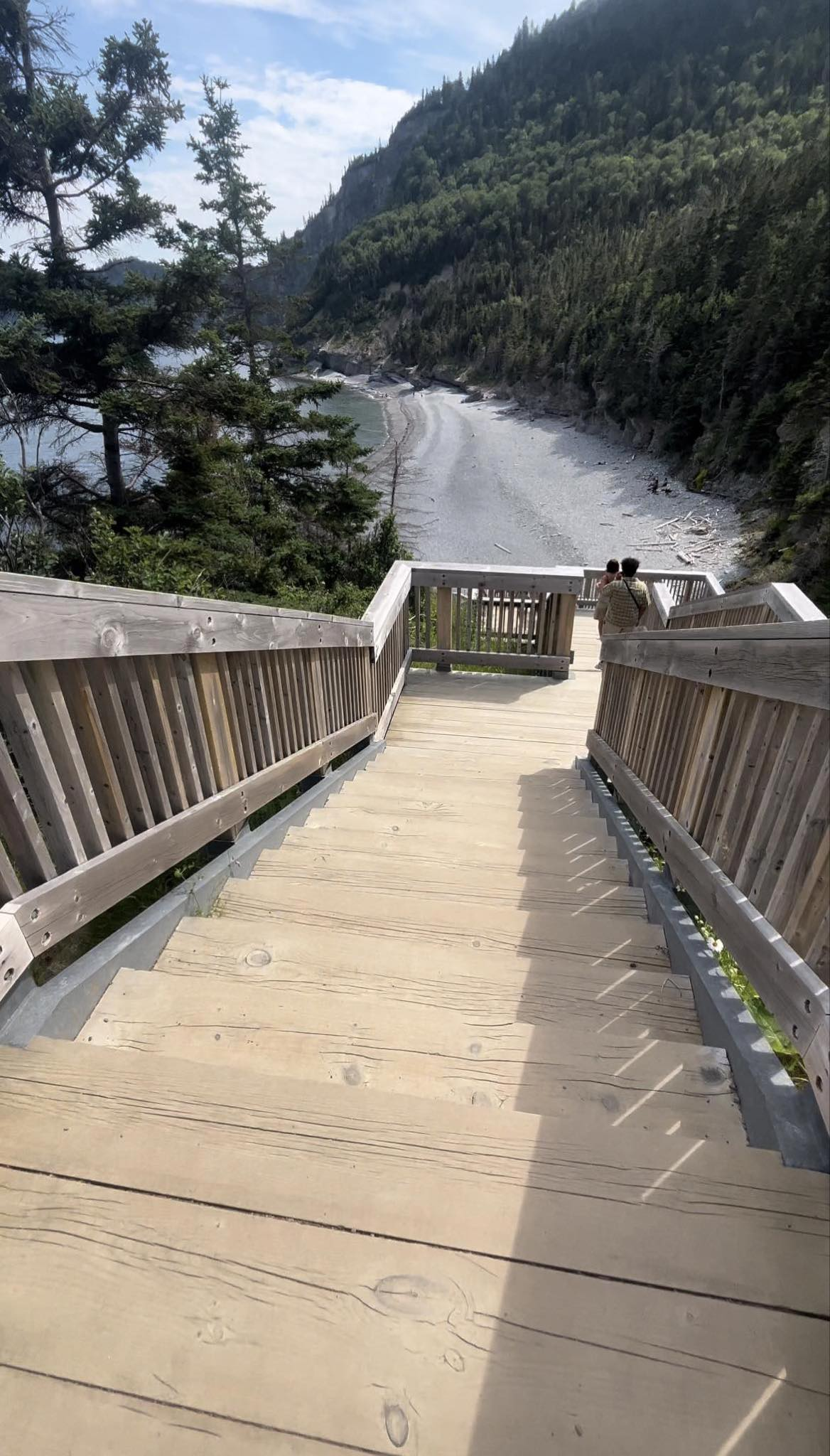
Cap-Bon-Ami au Parc Forillon

### Spectacle du lever du soleil[1]
Depuis 2010, le festival propose un spectacle unique : un concert au lever du soleil au Cap-Bon-Ami, dans le Parc Forillon. Les spectateurs peuvent ainsi admirer le soleil se levant sur la mer, tout en profitant d’un spectacle musical.

### Amphithéâtre naturel du Mont-Béchervaise[1]
Aménagé en 2021, cet amphithéâtre naturel offre une superbe vue sur le Parc Forillon et la baie de Gaspé. Les spectateurs y accèdent grâce à une remontée mécanique. Il est devenu l'un des lieux phares du festival.

### Les soirées Desjardins[1]
Tout au long de l'été, en collaboration avec Desjardins, le festival organise des soirées musicales dans différents endroits de Gaspé et de ses environs. Ces événements permettent de soutenir les artistes locaux et de donner un avant-goût de l'ambiance du festival.

### Les rues de Gaspé
Pendant toute la durée du festival, les rues de Gaspé s'animent : spectacles de rue, marchés d'artisans, performances artistiques. La communauté locale, une valeur cœur du Festival Musique du Bout du Monde, y est mis de l’avant.

## Artistes participants
Depuis sa création, le festival a accueilli les artistes suivants :
- 1re édition, 2004 : Steve Boulay (porte-parole), Tambours du Burundi

- 2e édition, 2005 : Luck Mervil (porte-parole), Zuruba, Bombolesse, Gaïa, Jtadi, Joaquin Diaz,

- 3e édition, 2006 : Afrodizz, Les Amazones (percussions de Guinée-Les maîtres du djembé au féminin), Syncop, Lynda Thalie (porte-parole), Vishten, Oztara, Juan Sebastian Larobina, Capoeira sul da bahia, 4e édition, 2007, The Psychotropical orchestra, Le Roberto Lopez Project, Lubo Alexandrov's Kaba Horo, Marco Calliari (porte-parole), The Mackenzie Project, Idy Oulo, Gadji-Gadjo

- 5e édition, 2008 : Papagroove, Jeff Kavanda, Red Cardell, Yves Lambert et le Bébert Orchestra (porte-parole), Mary Jane Lamond,

- 6e édition, 2009 : La Compagnie créole[6], Boucar Diouf (porte-parole)

- 7e édition, 2010 : Boucar Diouf (porte-parole), Bassekou Kouyaté, Socalled, Pat The White[7], Grüv’n Brass, Mi’Michèle, Wesli et le Wesli Band, Apadooraï

- 8e édition, 2011 : Élage Diouf, Florence K, Sergent Garcia, Bambara Trans, Daniel Boucher (porte-parole), Luck Mervil et Pierre Mervil, Juan Sebastian Larobina, H'Sao, Boogat, Poirier, Marie-Christine Depestre, les musiciens de Belle et Bum, dirigés par Luc Boivin[8]

- 9e édition, 2012 : Damien Robitaille (porte-parole), Vincent Vallières, Kobo Town, SMOD, Didier Awadi, Samian, Stefie Shock, Wesli, Marie-Pierre Arthur, Mélissa Lavergne, Tomas Jensen[9]

- 10e édition, 2013 : Lisa LeBlanc, Zachary Richard, Che Sudaka, Normand Brathwaite (porte-parole), Damien Robitaille, Daniel Boucher, Luck Mervil, Lynda Thalie, Marco Calliari, Steve Boulay, Le Vent du Nord, Yves Lambert, Mélissa Lavergne,

- 11e édition, 2014 : Normand Brathwaite, Nanette Workman, Élizabeth Blouin-Brathwaite, Nicolas Pellerin et les Grands Hurleurs, Antoine Gratton, Zale Seck, Louis-Jean Cormier, Patrice Michaud, Nomadic Massive, Sierra Leone's Refugee All Stars, Les Hay Babies, Plants and Animals, Florent Vollant, et plusieurs autres

- 12e édition, 2015 : Angélique Kidjo, Betty Bonifassi, Alex Nevsky, Karim Ouellet, Loco Locass, Pierre Kwenders, Dumas, Dans l'shed, Marie-Pierre Arthur, et plusieurs autres

- 13e édition, 2016 : Air Libre, Arkawui, Beat Market, Champion et ses G-Strings, Cowboys Fringants, Delhi 2 Dublin, Epsylon, King Abid, Kiran, Les Hôtesses d'Hilaire, Milk and bones, Pat The White, Radio Radio, Sam Tucker, Shauit, Shyre, Steve Hill, The Cat Empire, Vox Sambou

- 14e édition, 2017 : Alex Cuba, Betsayda, Bombolessé, Caravane, Chloé Sainte-Marie, Crackers & Jam, Drê-D, Elephant Stone, François Houle et Marianne Trudel, Fred Fortin, Gregory Charles, Ilam, Irish Bastards, La Chiva Gantiva, Les Bandidas, The Gaspé Project, Tiken Jah Fakoly, Valaire, Yann Perreau

- 15e édition, 2018 : Alaclair Ensemble, Alash, Afrikana Soul Syster, Bass ma Boom soundsystem, Bon Débarras, Briga, Celso Piña, Cœur de Pirate, Chœur du Bout du Monde, Fwonte, Kalàscima, KNLO, La Dame Blanche, Les Nanas, Les Trois Accords, Liquor Store, Los 2 Lunaticos, Moonstation, Nulle Part Nord, The Brooks